# مقاطعة برادفورد (بنسلفانيا)
مقاطعة برادفورد (بالإنجليزية: Bradford County, Pennsylvania)‏ هي إحدى مقاطعات ولاية بنسلفانيا في الولايات المتحدة. بلغ عدد سكانها 62622 نسمة في عام 2010 حسب إحصاء مكتب تعداد الولايات المتحدة.

## أعلام
- أليس كاترين إيفانز
- جون إل. جيبس
- فانس باكارد

## وصلات خارجية
- www.bradfordcountypa.org